# بوب لويس (لاعب غولف)
بوب لويس (بالإنجليزية: Bob Lewis)‏ هو لاعب غولف أمريكي، ولد في 12 يوليو 1944 في وارن في الولايات المتحدة.